# チャンジュ (ウラナラ氏)
チャンジュ (満文：ᠴᠠᠩᠵᡠcangju, 漢文：常住/長住) は、明末清初のウラ･ナラ氏女真族。
初代ウラ国主ブヤン第三子ブサンタイの長子で、後金国アイシン･グルン樹立初期にヌルハチに帰順した。満洲鑲白旗第2参領ジャラン第8佐領ニルの初代佐領ニルイ･ジャンギン。

## 子孫
本章は基本的に『八旗滿洲氏族通譜』(漢・満)に拠り、そのほかの典拠のみ脚註を附した。また、人名カナ表記の後ろの (丸括弧) 内には、漢音写と満洲語転写を記載し、満洲語転写が不詳の人物は漢音写のみ記載した。また。文献からは他人物との続柄が明確にできない人物に就いては「父不詳」の文言を附した。
- チャンジュ
  - 子・チャンムブ (禪布/査木布[2]cambu) ：チャンジュ長子。[注 2]多羅額駙ドロイ･エフ。[注 3]佐領ニルイ･ジャンギン。
    - 孫・シャナハイ (沙納海šanahai)：ブサンタイ曾孫。納木海ナマハイ実?兄。[2]佐領。頭等護衛。
    - 孫・シャマハイ (沙瑪海/沙木海[2]šamahai) ：ブサンタイ曾孫。チャムブ子。[2]佐領。騎都尉兼一雲騎尉。
      - 曾孫・アハブ (阿哈布ahabu)：ブサンタイ玄孫。シャマハイ子。[2]佐領。護軍参領。
        - 玄孫・シジュ (石柱šiju)：ブサンタイ来孫。アハブ子。[2]佐領。

      - 曾孫・フンジン (渾晉hūnjin)：ナマハイ実兄 (シャマハイ?) の子。一等軽車都尉。
        - 玄孫・ルルギン (魯爾錦/魯爾金[5]lurgin)：フンジン子。防守尉。協領。[5]一等軽車都尉兼一雲騎尉。
        - 玄孫不詳
          - 来孫・エルデンゲ (額爾登額/烏勒登額[注 4]eldengge)：ルルギン実弟の子。佐領。三等軽車都尉。

    - 孫・ナマハイ (納瑪海/納木海・那木海[2]namahai)：シャマハイ実弟。佐領。二等軽車都尉。
      - 曾孫・ヘショセ (赫碩色/赫碩塞[2]hešose)：ブサンタイ玄孫。ナマハイ子。[2]佐領。
        - 玄孫・ジャハリ (査哈理/査哈禮[2]jahari)：ブサンタイ来孫。ヘショセ子。[2]佐領。二等侍衛。
          - 来孫・永昌：那木海ナマハイ曾孫。佐領。[2]
            - 昆孫・阿勒金：永昌の子。佐領。[2]

  - 子・ジャンタイ (章泰jangtai)：チャンジュ第三子。シャナハイ叔父。[2]閑散 (一種の予備役)。雲騎尉。光禄大夫。
    - 孫・ジャルハイ (査爾海jarhai)：ジャンタイ子。佐領。一等軽車都尉。
      - 曾孫・セステイ (色思特sestei)：ジャルハイ子。護軍。光禄大夫。
        - 玄孫・ジャランガ (査郎阿/査朗阿[5]jalangga)：佐領。寧遠大将軍。兵部尚書。議政大臣。一等軽車都尉。太子太保。
          - 来孫・マイラスン (邁拉遜mailasun)：ジャランガ長子。員外郎。
            - 昆孫・阿爾素哈：邁拉遜マイラスン子。佐領。[5]

          - 来孫・ジャクダン (査克殫jakdan)：ジャランガ次子。文舉人。

        - 玄孫・白達色：査朗阿ジャランガ実?弟。佐領。[5]

    - 孫・ラトゥフン (拉圖渾/拉杜琿[5]latuhun)：ブサンタイ曾孫。査爾海ジャルハイ実?弟。[注 5]佐領。郎中。
    - 孫父不詳・ダントゥ (當圖dangtu)：ブサンタイ曾孫。防禦。
    - 孫父不詳・ジャフタ (査福塔jafuta)：ブサンタイ曾孫。護軍校。
      - 曾孫父不詳・ヤムス (雅穆素yamsu)：ブサンタイ玄孫。協領。
      - 曾孫父不詳・ヘベンゲ (赫本額hebengge)：ブサンタイ玄孫。三等護衛。
      - 曾孫父不詳・ギョオセ (覺色giyoose)：ブサンタイ玄孫。筆帖式ビトヘシ。
        - 玄孫父不詳・ウェンシュボオ (文殊保wenšuboo)：ブサンタイ来孫。佐領。[注 6]親軍校。
        - 玄孫父不詳・フシ (福錫fusi)：ブサンタイ来孫。護軍校。
        - 玄孫父不詳・リンタイ (凌泰lingtai)：ブサンタイ来孫。親軍校。
        - 玄孫父不詳・ジャランタイ (査蘭泰jalantai)：ブサンタイ来孫。驍騎校。鑲黄旗から鑲白旗に転属。

## 管轄ニル
本章は基本的に『欽定八旗通志』に拠った。そのほかの典拠のみ脚註を附す。

### 鑲白旗 滿洲マンジュ

#### 第2 参領ジャラン第8 佐領ニル
後金国アイシン･グルン樹立初期にウラ地方から帰順した人丁で編成。
|   | 前任者との関係       | 任官者             | 退官理由 |
| - | -------------------- | ------------------ | -------- |
| ① | -                    | 長住チャンジュ     | 死歿     |
| ② | 子                   | 査木布チャムブ     | 死歿     |
| ③ | 子                   | 沙木海シャマハイ   | 死歿     |
| ④ | 弟                   | 納木海ナマハイ     | 死歿     |
| ⑤ | 兄                   | 沙納海シャナハイ   | 死歿     |
| ⑥ | 従兄弟 (叔父の子)    | 査爾海ジャルハイ   | 不明     |
| ⑦ | 納木海ナマハイ子     | 赫碩塞ヘショセ     | 疾病     |
| ⑧ | 沙納海シャナハイ子   | 阿哈布アハブ       | 死歿     |
| ⑨ | 子                   | 石柱シジュ         | 死歿     |
| ⑩ | 赫碩塞ヘショセ子     | 査哈禮ジャハリ     | 死歿     |
| ⑪ | 沙木海シャマハイ曾孫 | 烏勒登額エルデンゲ | 陞官     |
| ⑫ | 那木海ナマ曾孫       | 永昌               | 死歿     |
| ⑬ | 子                   | 阿勒金             | -        |

##### 第2 参領ジャラン第9 佐領ニル
第8ニルの人口増加に伴い、康熙23年1684に赫碩塞ヘショセの代でニルを分設。
|   | 前任者との関係     | 任官者           | 退官理由 |
| - | ------------------ | ---------------- | -------- |
| ① | -                  | 査爾海ジャルハイ | 死歿     |
| ② | 弟                 | 拉杜琿ラトゥフン | 死歿     |
| ③ | 査木布チャムブ曾孫 | 魯爾金ルルギン   | 陞官     |
| ④ | 査爾海ジャルハイ孫 | 査朗阿ジャランガ | 辞任     |
| ⑤ | 弟                 | 白達色           | 罷免     |
| ⑥ | 査朗阿ジャランガ子 | 邁拉遜マイラスン | 疾病     |
| ⑦ | 子                 | 阿爾素哈         | -        |

## 脚註

### 典拠
1. 1 2  “烏喇地方納喇氏 (常住)”. 八旗滿洲氏族通譜. 23
2. 1 2 3 4 5 6 7 8 9 10 11 12 13 14 15 16 17  “鑲白旗滿洲佐領上 (第二參領第八佐領)”. 欽定八旗通志. 10
3. ↑  “丁未歲萬曆35年16071月1日”. 太祖高皇帝實錄. 3. "是役也陣斬博克多父子生擒貝勒常住父子及貝勒胡里布"
4. ↑  “塔克世長女”. 爱新觉罗宗谱网. 2024年8月25日閲覧。 “努爾哈赤异母姐，海西女眞烏拉部貝勒之妻，鑲白旗滿洲第二參領第八佐領察木布之母。”
5. 1 2 3 4 5 6 7  “鑲白旗滿洲佐領上 (第二參領第九佐領)”. 欽定八旗通志. 10
6. ↑  “烏喇地方納喇氏 (常住)”. 八旗滿洲氏族通譜. 23. 燕京大學圖書館(Harvard Univ.)蔵. p. 6. "其子魯爾錦(=魯爾金)……其親弟之子額爾登額"
7. ↑  “鑲白旗滿洲佐領上 (第二參領第八佐領)”. 欽定八旗通志. 10. "沙木海之二世孫烏勒登額"
8. ↑  “鑲白旗滿洲佐領上 (第二參領第八佐領)”. 欽定八旗通志. 10. "査爾海故以其弟拉杜琿管理"

### 註釈
1. ↑  『清實錄』の烏碣岩の戦の記事に「常住cangju」という同名の人物がみえる。それに拠れば、ボクドが殺害された折に常住とその子およびベイレの胡里布が拘束された。[3]同一人物か判然としないためここでは紹介にとどめる。
2. ↑  「爱新觉罗宗谱网」にはヌルハチの異母姉を「鑲白旗滿洲第二參領第八佐領察木布之母」[4]としているが、典拠未記載 (同サイトは基本的には『愛新覺羅宗譜』に拠っているものの、一部に別文献からの引用もあり、その際は引用元が明記されるが、「塔克世長女」については全く記載がない)。「察木布」は恐らくチャンジュの長子なので、ヌルハチ異母姉はチャンジュに嫁いだことになるが、各史料ではっきりしているのはヌルハチ同母妹 (タクシ次女) がイルゲンギョロ氏 (噶哈善哈斯虎ガハシャン･ハスフ) に嫁いだことだけで、その他の姉妹についての記述はみられないため、ここでは紹介にとどめる。
3. ↑  ドロイ･エフは郡主の夫に対する呼称。チャムブが具体的に誰を尚めとったのかは史料に記載がないため不詳。
4. ↑  「額爾登額」
[6]
と「烏勒登額」
[7]
は、頭の「額é」と「烏wū」が拼音で較べると似ていないが、他人物との続柄などを鑑みてここでは同一人物とした。
5. ↑  『欽定八旗通志』は「其(＝査爾海)弟」としていて、実弟か族弟か判断が難しいが、ここでは実弟とした。[8]
6. ↑  『八旗滿洲氏族通譜』には「佐領」と記載されているが、『欽定八旗通志』にその名はみられない。

## 文献

### 史書
- 覚羅氏勒德洪『太祖高皇帝實錄』崇徳元年1636 (漢) ＊中央研究院歴史語言研究所版 (1937年刊行)
- 愛新覚羅氏弘昼, 西林覚羅氏鄂尔泰, 富察氏福敏, 徐元夢『八旗滿洲氏族通譜』四庫全書, 乾隆9年1744 (漢) ＊Harvard Univ. Lib.所蔵版
  - 『ᠵᠠᡴᡡᠨ ᡤᡡᠰᠠᡳ ᠮᠠᠨᠵᡠᠰᠠᡳ ᠮᡠᡴᡡᠨ ᡥᠠᠯᠠ ᠪᡝ ᡠᡥᡝᡵᡳ ᡝᠵᡝᡥᡝ ᠪᡳᡨᡥᡝ Jakūn gūsai Manjusai mukūn hala be uheri ejehe bithe』四庫全書, 乾隆10年1745(満) ＊東京大学アジア研究図書館デジタルライブラリ
- フチャ氏フルンガ『欽定八旗通志』嘉慶元年1796 (漢) ＊Wikisource

### Web
- 栗林均「モンゴル諸語と満洲文語の資料検索システム」東北大学
- 「明實錄、朝鮮王朝実録、清實錄資料庫」中央研究院歴史語言研究所 (台湾)
- 「爱新觉罗宗谱网」辽宁满族经济文化发展协会